# جوزيف جي. باتلر جونيور
جوزيف جي. باتلر جونيور (بالإنجليزية: Joseph G. Butler, Jr.)‏ هو شخصية أعمال أمريكي، ولد في 21 ديسمبر 1840 في مقاطعة ميرسر في الولايات المتحدة، وتوفي في 20 ديسمبر 1927 في يونغزتاون في الولايات المتحدة.